# Équipe du Danemark de football au Championnat d'Europe 1964
L'équipe du Danemark de football dispute sa 1er phase finale de championnat d'Europe en Espagne du 17 juin 1964 au 21 juin 1964 lors de l'édition 1964.
Les Danois perdent contre le tenant du titre, l'URSS, en demi-finale puis sont à nouveau battus par la Hongrie sur un score de 3-1 après prolongation lors de la petite finale et terminent à la quatrième place.

## Phase qualificative

### Tour préliminaire
| Équipe 1 | Résultat | Équipe 2 | Aller | Retour |
| -------- | -------- | -------- | ----- | ------ |
| Danemark | 9 - 2    | Malte    | 6 - 1 | 3 - 1  |

### Huitième de finale
| Équipe 1 | Résultat | Équipe 2 | Aller | Retour |
| -------- | -------- | -------- | ----- | ------ |
| Danemark | 4 - 1    | Albanie  | 4 - 0 | 0 - 1  |

### Quart de finale
| Équipe 1   | Résultat | Équipe 2 | Aller | Retour | Appui |
| ---------- | -------- | -------- | ----- | ------ | ----- |
| Luxembourg | 5 - 6    | Danemark | 3 - 3 | 2 - 2  | 0 - 1 |

## Phase finale

### Demi-finale
| Entraîneur : |
| K. Beskov    |

| Entraîneur :  |
| P.E. Petersen |

| Entraîneur : |
| K. Beskov    |

| Entraîneur :  |
| P.E. Petersen |

### Petite finale
| Entraîneur : |
| L. Baroti    |

| Entraîneur :  |
| P.E. Petersen |

| Entraîneur : |
| L. Baroti    |

| Entraîneur :  |
| P.E. Petersen |

## Navigation